# 侧条树蛙
侧条树蛙（学名：Rohanixalus vittatus）为树蛙科罗树蛙属的两栖动物。分布于柬埔寨，印度，老挝，缅甸，泰国，越南，和中国大陆福建、广西、海南、云南、西藏等地，也可能出现在孟加拉国。常见于水塘附近的树叶上以及香蕉或芭蕉叶上。其生存的海拔为1300米。7月产卵在芭蕉叶上，卵直径约1.5mm。该物种的模式产地在缅甸。

## 保护
本种于2023年被收录入《有重要生态、科学、社会价值的陆生野生动物名录》。